# Theo Jackson
Theo Jackson (* 4. Januar 1986) ist ein britischer Jazzsänger, Komponist und Pianist.
Jackson trat zunächst von Oxford aus auf, bevor er nach London zog. Er tritt regelmäßig in bekannten Jazzclubs (wie dem 606 Club) in Großbritannien und auf Festivals auf. 2012 erschien sein Album Jericho (Wobbly Dog Records), das Eigenkompositionen enthält. Er adaptiert auch Instrumentalkompositionen von John Coltrane, Oliver Nelson, Charlie Parker, Scott LaFaro (Gloria’s Step), Wayne Shorter (Footprints) und anderen. 2015 erschien Shoeless and the Girl (Dot Time Records). Er tritt häufig im Trio mit einer Rhythmusgruppe aus Jason Reeve (Schlagzeug) und Shane Allessio (Bass) auf.